# Новоселення
Новоселення (біл. вёска Новасяленьне) — село в складі Червенського району Мінської області, Білорусь. Село підпорядковане Червенській сільській раді, розташоване в центральній частині області.